# عبدالله آل عیاف
عبدالله آل عیاف (عربی: عبدالله آل عياف؛ زادهٔ ۳۱ اکتبر ۱۹۷۶) کارگردان، نویسنده، تهیه‌کننده اهل عربستان سعودی است.